# Tsetserleg (ville)
Pour les articles homonymes, voir Tsetserleg.
Tsetserleg (mongol : ᠴᠡᠴᠡᠷᠯᠢᠭ
ᠬᠣᠲᠠ, VPMC : čečerlig qota, cyrillique : Цэцэрлэг хот, MNS : Tsetserleg khot), également appelé Erdenebulgan sum (mongol (écriture cyrillique) : Элдэнэбулган сум) parfois retranscrit en Cecerleg est la capitale de la province d'Arkhangai (ou Arhangay), en Mongolie. Elle est située à environ 468 km à l'ouest d'Oulan-Bator, à 1 691 m d'altitude.
Le nom commun tsetserleg (цэцэрлэг) signifie « jardin » : c'est en effet l'une des villes les plus vertes de Mongolie. La ville est un ancien centre monastique.

## Tourisme
Buyandelgeruulekh Khiid, fondé en 1586 et agrandi en 1679 et quelques autres temples ont survécu aux différentes guerres et à la destruction de l'époque communiste.
Un aérodrome permet de se poser près de la ville.
Le tourisme à cheval se développe dans la province.